# Frankfurt-Tempel
Der Frankfurt-Tempel in Friedrichsdorf (Hochtaunuskreis, Westdeutschland) ist weltweit der 41. Tempel der Kirche Jesu Christi der Heiligen der Letzten Tage (Mormonen)  und wurde am 28. August 1987 durch den damaligen Präsidenten der Glaubensgemeinschaft, Ezra Taft Benson, geweiht.
Im deutschsprachigen Raum gab es zuvor schon 2 Tempel: seit 1955 in der  Schweiz und seit 1985 in der DDR. Als Bauplatz diente in Friedrichsdorf ein ca. 21.000 m² großes Gelände einer 1982/83 stillgelegten Nudelfabrik. Das Gebäude ist 28 m breit, 98 m lang und (ohne Turm) 7 m hoch.
Vom 7. September 2015 bis Juli 2018 war das gesamte Grundstück wegen Bauarbeiten geschlossen. Ursprünglich sollte der Tempel bis Juli 2017 renoviert sein, dennoch verzögerte sich die Wiedereröffnung aufgrund zusätzlicher baulicher Bedingungen. Vor der Eröffnung und der neuen Weihung durften auch Besucher in den Tempel hinein.
Der Tempeldistrikt umfasst die alten Bundesländer Deutschlands mit Ausnahme des südwestlichen Baden-Württemberg, Österreich mit Ausnahme von Vorarlberg, die nördliche Hälfte Frankreichs, Slowenien, Kroatien, Afghanistan und die Länder Arabiens. Wegen des großen Einzugsgebietes bleiben Tempelbesucher üblicherweise mehrere Tage. Für sie wurde am Tempelplatz eine Herberge mit einer Kapazität von ca. 120 Personen eingerichtet. Grundsätzlich wird aber ein Kirchenmitglied, das einen gültigen Tempelschein besitzt, in jeden Tempel der Welt eingelassen. Um eine gleichmäßige Auslastung des Tempels zu erreichen, werden den örtlichen Einheiten (Pfählen) des Tempeldistrikts bestimmte Wochen des Jahres zugeteilt, die deren Mitglieder bevorzugt nutzen sollen.
Die Kirche Jesu Christi lehrt, dass der Mensch nach dem Tod in unterschiedliche Reiche der Herrlichkeit gelangen kann: Das unterste Himmelreich sei das telestiale, das mittlere das terrestiale und das höchste das celestiale Reich – in dieser Reihenfolge von Sternen, Mond und Sonne symbolisiert. Diese Symbole wurden beim Bau im Eingangsbereich integriert. Am Fuß des Turms befindet sich eine Sonne im Boden, der Steinbogen an der Eingangstür steht für den Mond, und die Sterne werden auf dem Vorplatz von zwei Oberlichtern des unterirdischen Durchgangs dargestellt, der von der gegenüberliegenden Rezeption aus in den Tempel führt.
Das Buntglasfenster über der Eingangstür zeigt den Baum des Lebens, den Gott im Garten von Eden pflanzte. Im Buch Mormon wird dieser Baum ebenfalls mehrfach erwähnt und soll laut diesem die Liebe Gottes repräsentieren.

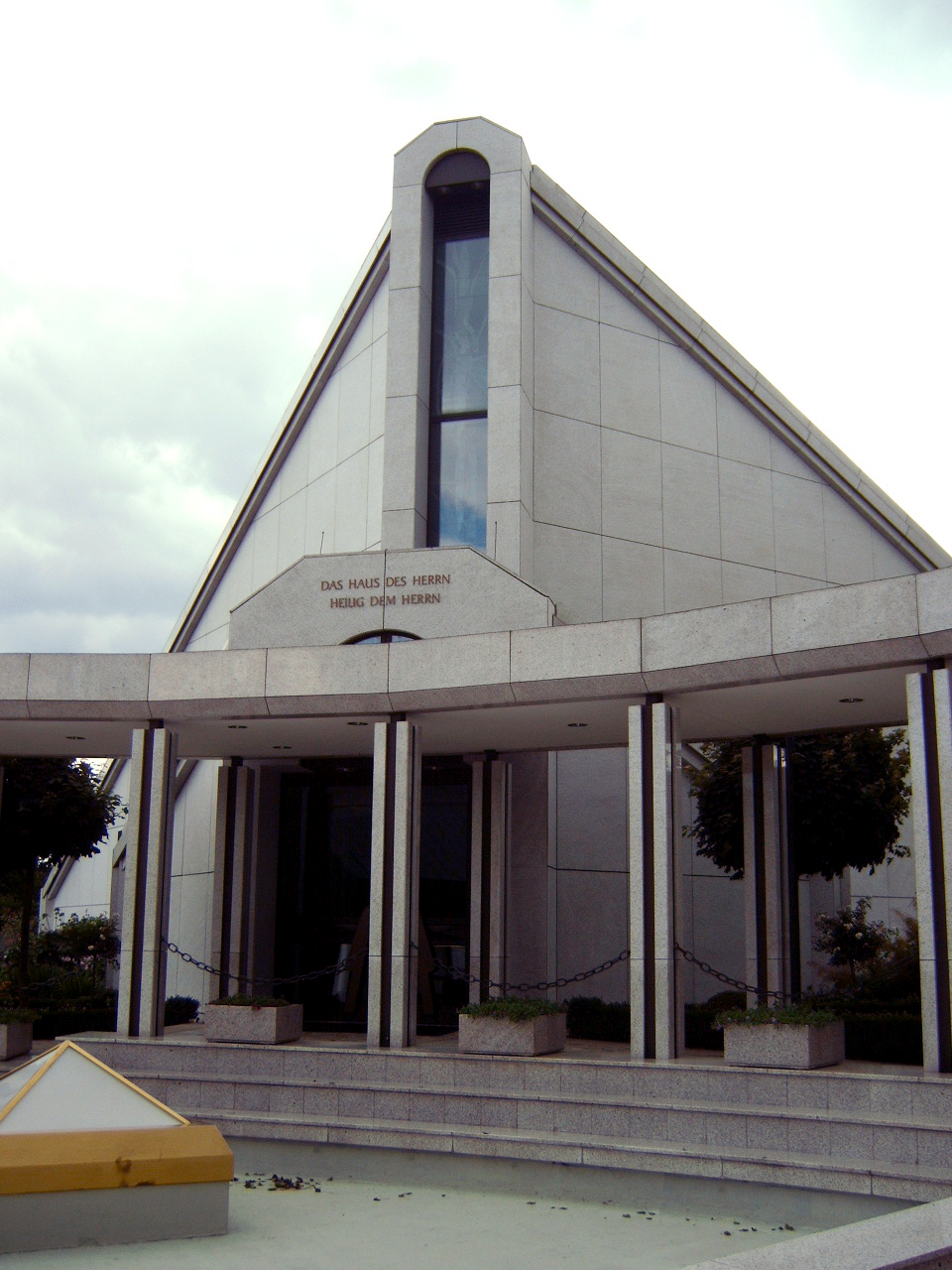
Tempeleingang
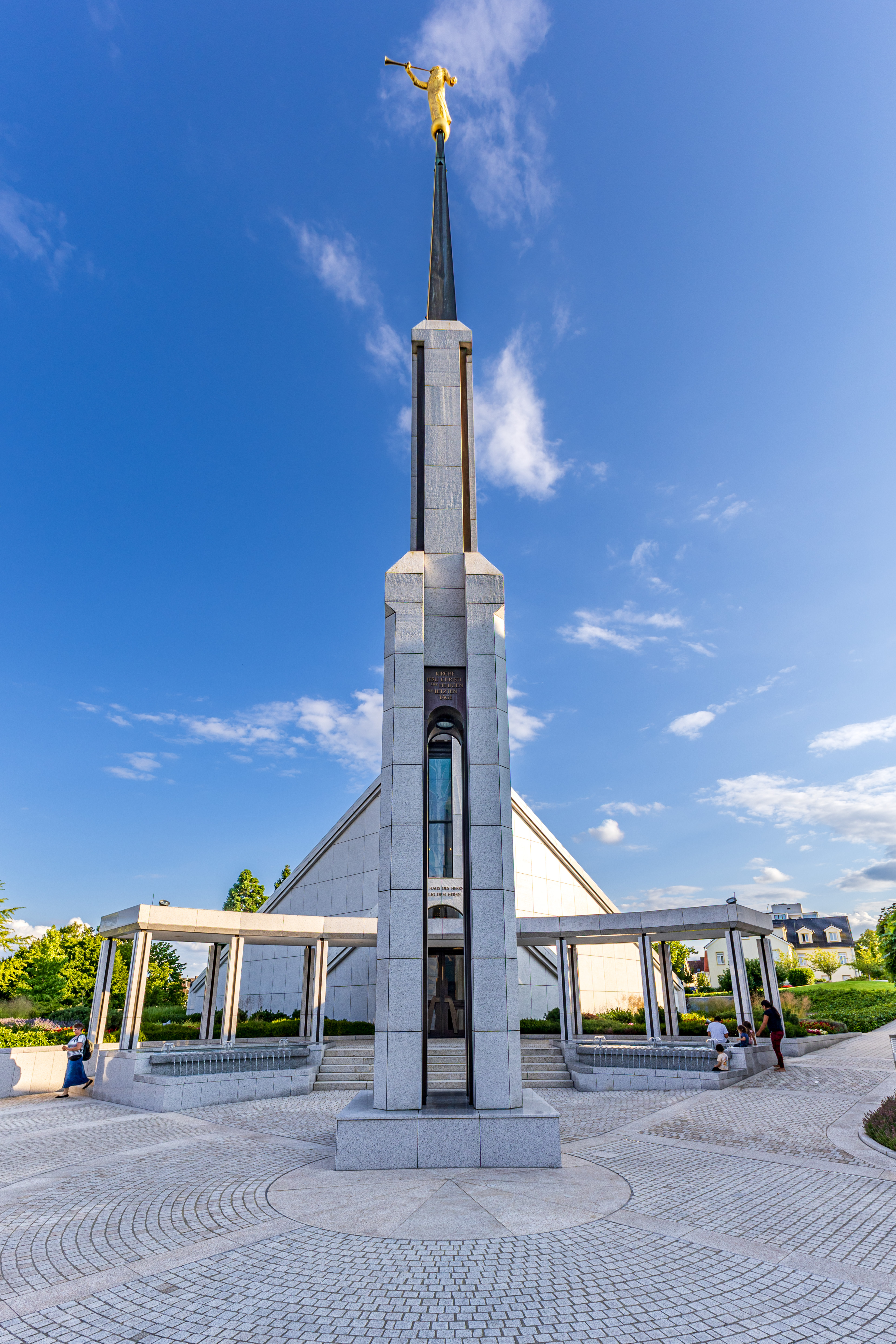
Turm mit Moroni-Statue
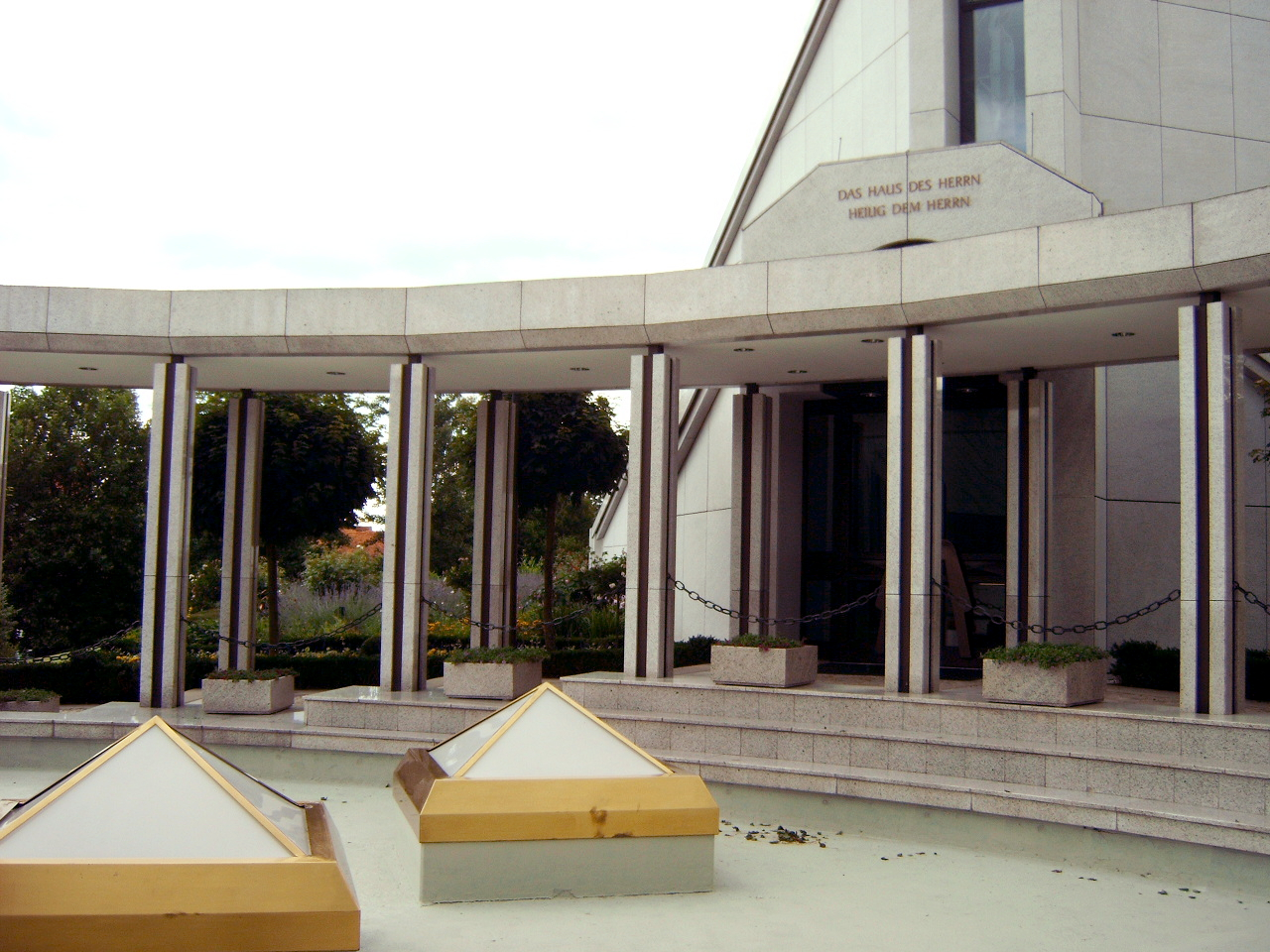
Wasserbecken vor dem Eingang mit Oberlichtern des Verbindungsganges
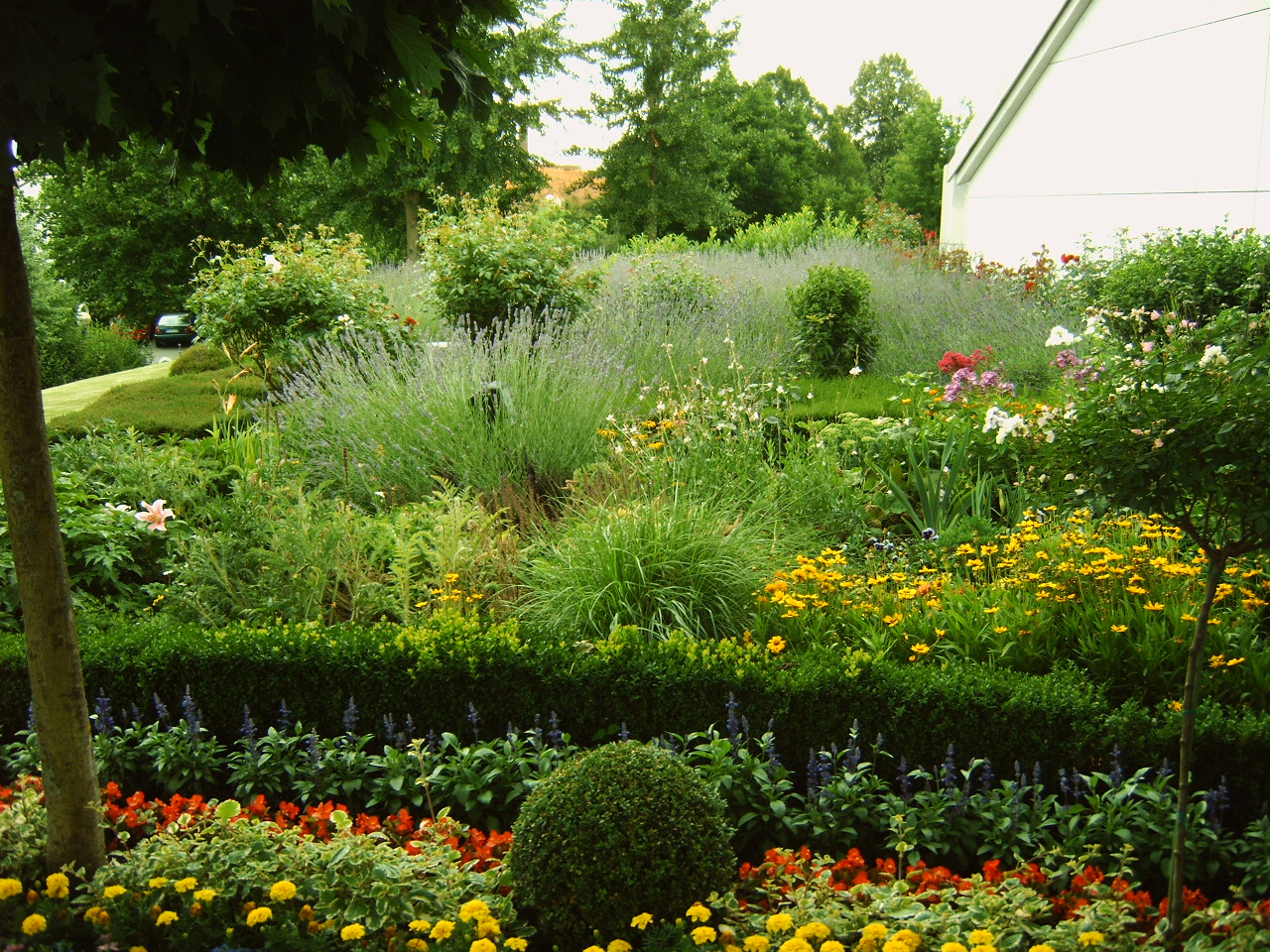
Tempelgarten